# Istorija Mongolije
Razna nomadska carstva, uključujući Sjungnu (3. vek pne do 1. veka), državu Sjanba (око 93. do 234. godine), Rouranski kaganat (330-555), Turkijski kaganat (552-744) i druge, vladala su oblašću današnje Mongolije. Kidanski narod, koji je koristio para-mongolski jezik, formirao je državu poznatu kao dinastija Ljao (907-1125) u Centralnoj Aziji i vladali su Mongolijom i delovima današnjeg Ruskog dalekog istoka, severne Koreje, i Severne Kine.
Godine 1206 Džingis-kan je uspeo da ujedini i pokori Mongole, udruživši ih u borbenu silu koja je uspostavila najveće neprekidno kopneno carstvo u svetskoj istoriji, Mongolsko carstvo (1206-1368). Budizam u Mongoliji počeo je sa konverzijom Juanskih careva u tibetanski budizam.
Nakon propasti dinastije Juan bazirane u Kini 1368. godine, Mongoli su se vratili svojim ranijim obrascima unutrašnjih previranja. Mongoli su se takođe vratili svojim starim šamanskim putevima nakon propasti svoje imperije i tek u 16. i 17. veku budizam se ponovo pojavio.
Krajem 17. veka današnja Mongolija postala je deo oblasti kojom je upravljala manžurska dinastija Ćing. Za vreme pada Ćinga 1911. godine, Mongolija je proglasila nezavisnost, ali morala se boriti do 1921. godine za čvrsto uspostavljanje de fakto nezavisnosti i do 1945. da stekne međunarodno priznanje. Kao posledica toga, Mongolija je bila pod snažnim sovjetskim uticajem: 1924. godine proglašena je Narodna Republika Mongolija, a mongolska politika počela je da sledi iste obrasce kao tadašnja sovjetska politika. Nakon Revolucije iz 1989. godine, Mongolska revolucija iz 1990. godine dovela je do višestranačkog sistema, novog ustava iz 1992. godine i prelaska na tržišnu ekonomiju.

## Praistorija
Klima Centralne Azije je postala veoma suva nakon velike tektonske kolizije između Indijske ploče i Evrazijske ploče. Ovaj sudar je uzrokovao formiranje ogromnog lanca planina poznatog kao Himalaji. Planine Himalaji, Veliki Hingan i Manji Hingan deluju poput visokog zida, sprečavajući toplu i vlažnu klimu da prodre u centralnu Aziju. Mnoge planine Mongolije su formirane tokom perioda kasnog neogena i ranog kvartara. Mongolska klima je bila vlažnija pre nekoliko stotina hiljada godina. Poznato je da je Mongolija izvor paleontoloških otkrića neprocenjive vrednosti. Prva naučno potvrđena jaja dinosaurusa pronađena su u Mongoliji tokom ekspedicije američkog Muzeja prirodne istorije 1923. godine, koju je vodio Roj Čepmen Endruz.
Tokom srednje do kasne eocenske epohe, Mongolija je bila dom mnogih paleogenih sisara, a najistaknutiji od njih su Sarkastodon i Andrewsarchus.
Homo erectus je verovatno naseljavao Mongoliju pre više od 800.000 godina, ali fosili Homo erektusa još uvek nisu pronađeni u Mongoliji. Kameno oruđe je pronađeno u južnom delu Gobija, verovatno od pre 800.000 godina. Važna praistorijska nalazišta su paleolitički pećinski crteži iz Hokd tenherin akva (Severne plave pećine) u provinciji Hovd, i Cagaan akva (Bele pećine) u provinciji Bajanhongor. Neolitsko poljoprivredno naselje je pronađeno u provinciji Dornod. Savremeni nalazi iz zapadne Mongolije uključuju samo privremene logore lovaca i ribolovaca. Stanovništvo tokom bakarnog doba opisano je kao paleomongolidno na istoku onoga što je sada Mongolija, i kao evropidno na zapadu.

## Literatura
- Sanders, Alan J. K. (2010). Historical Dictionary of Mongolia. Scarecrow Press.  0810874520
- Walther Heissig, Claudius Müller, Die Mongolen (exhibition catalogue), Munich 1989 (as Mongolen (catalogue))
- Batbayar, Bat-Erdene (2000). Twentieth Century Mongolia. Global Oriental..
- Batbayar, Tsedendambyn, and Sharad Kumar Soni (2007). Modern Mongolia: A concise history. Pentagon Press..
- Bawden, Charles (фебруар 1959). „Mongolia: Ancient and Modern”. History Today. 9 (2): 103—112.
- Bold, Bat-Ochir. Mongolian Nomadic Society: a reconstruction of the 'medieval' history of Mongolia (Routledge, 2013).
- Buyandelgeriyn, Manduhai (2007). „Dealing with uncertainty: shamans, marginal capitalism, and the remaking of history in postsocialist Mongolia.” (PDF). American Ethnologist. 34 (1): 127—147.
- Christian, David (1998). A History of Russia, Central Asia and Mongolia, Vol. 1: Inner Eurasia from Prehistory to the Mongol Empire. ISBN 0631208143. excerpt
- Christian, David (2018). A History of Russia, Central Asia and Mongolia, Volume II: Inner Eurasia from the Mongol Empire to Today, 1260-2000. John Wiley & Sons,. ISBN 0631210393.. excerpt
- Kaplonski, Christopher (2004). Truth, history and politics in Mongolia: Memory of heroes. Routledge..
- Volkov, Vitaliĭ Vasil’evich (1995). „Early nomads of Mongolia”.  Ур.: Jeannine Davis-Kimball. Nomads of the Eurasian steppes in the Early Iron Age. стр. 318—332. CiteSeerX 10.1.1.739.284 .
- Weatherford, Jack (2005). Genghis Khan and the Making of the Modern World. ISBN 0609809644. a best-seller excerpt.
- Donnelly, Alton S.; Becker, Seymour (1969). „Review of Russia's Protectorates in Central Asia: Bukhara and Khiva, 1865–1924”. The Russian Review. 28 (1): 93—94. JSTOR 126995. doi:10.2307/126995. Приступљено 2021-03-14.
- Pierce, Richard A.; Becker, Seymour (1968). „Review of Russia's Protectorates in Central Asia: Bukhara and Khiva, 1865–1924”. Middle East Journal. 22 (3): 366—367. JSTOR 4324314. Приступљено 2021-03-14.
- Becker, Seymour; Kazemzadeh, Firuz (1969). „Review of Russia's Protectorates in Central Asia: Bukhara and Khiva, 1865–1924”. The American Historical Review. 74 (3): 1047. JSTOR 1873234. doi:10.2307/1873234. Приступљено 2021-03-14.
- Carrere d'Encausse, Helene= (1988). Islam and the Russian Empire: Reform and Revolution in Central Asia. Berkeley: University of California Press.
- Fuller, William C.; Geyer, Dietrich; Little, Bruce (1988). „Review of Russian Imperialism. The Interaction of Domestic and Foreign Policy 1860–1914”. The Russian Review. 47 (2): 194—196. JSTOR 129973. doi:10.2307/129973. Приступљено 2021-03-14.
- Geyer, Dietrich; Little, Bruce; Von Laue, Theodore H. (1988). „Review of Russian Imperialism: The Interaction of Domestic and Foreign Policy 1860–1914”. Slavic Review. 47 (2): 328. JSTOR 2498480. S2CID 164413064. doi:10.2307/2498480. Приступљено 2021-03-14.
- Geyer, Dietrich; Little, Bruce; Lieven, D. C. B. (1989). „Review of Russian Imperialism. The Interaction of Domestic and Foreign Policy, 1860–1914”. The Slavonic and East European Review. 67 (2): 332. JSTOR 4210020. Приступљено 2021-03-14.
- Kappeler, A (2001). The Russian Empire: A Multiethnic History. (A. Clayton, trans.). Harlow: Longman.
- Khodarkovsky, M (2002). Russia's Steppe Frontier: The Making of a Colonial Empire, 1500–1800. Bloomington, IN: Indiana University Press.
- Schmidt, Albert J.; Khodarkovsky, Michael (2003). „Review of Russia's Steppe Frontier: The Making of a Colonial Empire, 1500–1800”. Russian History. 30 (1/2): 227—228. JSTOR 24660868. Приступљено 2021-03-14.
- Stevens, Carol B.; Khodarkovsky, Michael (2003). „Review of Russia's Steppe Frontier: The Making of a Colonial Empire, 1500–1800”. The Russian Review. 62 (4): 646—647. JSTOR 3664803. Приступљено 2021-03-14.
- Khodarkovsky, Michael; Bartlett, Roger (2004). „Review of Russia's Steppe Frontier: The Making of a Colonial Empire, 1500–1800”. The Slavonic and East European Review. 82 (1): 107—108. JSTOR 4213864. Приступљено 2021-03-14.
- LeDonne, J. P (1997). The Russian Empire and the World 1700–1917: The Geopolitics of Expansion and Containment, Oxford: Oxford University Press. * Morrison, A., Drieu, C., & Chokobaeva, A. (Eds.). (2020). The Central Asian Revolt of 1916: A Collapsing Empire in the Age of War and Revolution. Manchester: Manchester University Press. * „Book Reviews”. The Russian Review. 80 (2): 312—350. 2021. S2CID 235409133. doi:10.1111/russ.12315. * Morrison, A (2021). The Russian Conquest of Central Asia: A Study in Imperial Expansion, 1814–1914. Cambridge: Cambridge University Press. * Reeves, M. (2022). „Infrastructures of Empire in Central Asia”. Kritika: Explorations in Russian and Eurasian History. 23 (2): 364—370.. * Rywkin, M. (ed.). (1988). Russian Colonial Expansion to 1917. London: Mansell Publishing. * Bartlett, R. P.; Hunczak, T.; Geyer, D.; Rywkin, Michael (1991). „Review of Russian Colonial Expansion to 1917”. The English Historical Review. 106 (421): 1016—1017. JSTOR 574453. doi:10.1093/ehr/CVI.CCCCXXI.1016. Приступљено 2021-03-14. * Bodger, Alan; Rywkin, Michael (1989). „Review of Russian Colonial Expansion to 1917”. The International History Review. 11 (2): 356—358. JSTOR 40106018. Приступљено 2021-03-14. * Rywkin, Michael; Jones, S. F. (1989). „Review of Russian Colonial Expansion to 1917”. The Slavonic and East European Review. 67 (4): 635—637. JSTOR 4210126. Приступљено 2021-03-14. * Chaqueri, C (1995). The Soviet Socialist Republic of Iran, 1920-1921: Birth of the Trauma. Pittsburgh, PA: University of Pittsburgh Press. * Khalid, A (1996). „Tashkent 1917: Muslim Politics in Revolutionary Turkestan”. Slavic Review. 55 (2): 270—296. JSTOR 2501913. doi:10.2307/2501913. * ———. The Politics of Muslim Cultural Reform: Jadidism in Central Asia. New York, NY: Oxford University Press. 2000. * Norris, H. T. (2000). „Reviewed Work: The Politics of Muslim Cultural Reform: Jadidism in Central Asia by Adeeb Khalid”. Bulletin of the School of Oriental and African Studies, University of London. Cambridge University Press. 63 (3): 441—443. JSTOR 1559512. S2CID 154146552. doi:10.1017/S0041977X00008648. * Akiner, S. (2001). „Reviewed Work: The Politics of Muslim Cultural Reform: Jadidism in Central Asia by Adeeb Khalid”. The American Historical Review. 106 (2): 552. JSTOR 2651645. doi:10.2307/2651645. * Yapp, M. E. (1999). „Reviewed Work: The Politics of Muslim Cultural Reform: Jadidism in Central Asia by Adeeb Khalid”. The Slavonic and East European Review. 77 (4): 770—771. JSTOR 4212987. * Becker, S. (2000). „Reviewed Work: The Politics of Muslim Cultural Reform: Jadidism in Central Asia by Adeeb Khalid”. Slavic Review. 59 (1): 210—211. JSTOR 2696933. S2CID 158037828. doi:10.2307/2696933. * ———. (2001). Nationalizing the Revolution in Central Asia: The Transformation of Jadidism, 1917–1920. In Suny, R. G. and Martin, T. (Eds.). line feed character у |title= на позицији 123 (помоћ); Спољашња веза у |title= (помоћ)A State of Nations: Empire and Nation-Making in the Age of Lenin and Stalin. (pp. 145–164). New York, NY: Oxford University Press.
- Khalid, Adeeb (2006). „Between Empire and Revolution: New Work on Soviet Central Asia”. Kritika: Explorations in Russian and Eurasian History. 7 (4): 865—884. doi:10.1353/kri.2006.0051.
- ———. Making Uzbekistan: Nation, Empire, and Revolution in the Early USSR. Ithaca, NY: Cornell University Press. 2015.
- Reid, Patryk (2018). „Review: Making Uzbekistan: Nation, Empire, and Revolution in the Early USSR”. Revolutionary Russia. 31 (1): 133—134. S2CID 150101381. doi:10.1080/09546545.2018.1470795.
- Conermann, S. (2017). „Book Review: Making Uzbekistan: Nation, Empire, and Revolution in the Early USSR”. Slavic Review. 76 (2): 501—503. S2CID 164732966. doi:10.1017/slr.2017.91.
- Marwat, F. R. K (1985). The Basmachi Movement in Soviet Central Asia: A Study in Political Development. Peshawar: Emjay Books International.
- Massell, G. J (1974). The Surrogate Proletariat: Moslem Women and Revolutionary Strategies in Soviet Central Asia, 1919–1929. Princeton, NJ: Princeton University Press.
- Williamson, N. E. (1975). „Reviewed Work: The Surrogate Proletariat: Moslem Women and Revolutionary Strategies in Soviet Central Asia, 1919-1929. by Gregory J. Massell”. American Journal of Sociology. 81 (1): 216—218. JSTOR 2777083. doi:10.1086/226063.
- Starr, S. F. (1975). „Reviewed Work: The Surrogate Proletariat: Moslem Women and Revolutionary Strategies in Soviet Central Asia, 1919-1929 by Gregory K. Massell”. The Journal of Interdisciplinary History. 6 (2): 355—356. JSTOR 202258. doi:10.2307/202258.
- Lazzerini, E. J. (1975). „Reviewed Work: The Surrogate Proletariat: Moslem Women and Revolutionary Strategies in Soviet Central Asia, 1919-1929. by Gregory J. Massell”. Slavic Review. 34 (2): 398—399. JSTOR 2495208. S2CID 164295237. doi:10.2307/2495208.
- Park, A. G (1957). Bolshevism in Turkestan 1917-1927. New York, NY: Columbia University Press.
- Roberts, H. L. (1. 10. 1957). „Bolshevism in Turkestan, 1917-1927”. Foreign Affairs (October 1957). Приступљено 29. 1. 2020.
- Sabol, Steven (1995). „The creation of Soviet Central Asia: The 1924 national delimitation”. Central Asian Survey. 14 (2): 225—241. doi:10.1080/02634939508400901.
- Sareen, T. R (1989). British Iintervention in Central Asia and Trans-Caucasia. New Delhi, India: Anmol Publications.
- Sokol, E. D. (1954/2016). The Revolt of 1916 in Russian Central Asia. Baltimore, MD: Johns Hopkins University Press.
- Vaidyanath, R (1967). The Formation of the Soviet Central Asian Republics: A Study in Soviet Nationalities Policy, 1917–1936. New Delhi, India: People's Publishing House.
- Menon, R (1995). „In the Shadow of the Bear: Security in Post-Soviet Central Asia”. International Security. 20 (1): 149—181..